# Rough Trade (sklep)
Rough Trade – grupa niezależnych sklepów muzycznych w Wielkiej Brytanii i Stanach Zjednoczonych z siedzibą w Londynie w Wielkiej Brytanii.
Pierwszy sklep został otwarty w 1976 przez Geoff Travis w Ladbroke Grove - dzielnicy zachodniego Londynu.
W 1978 przy sklepie powstała wytwórnia muzyczna Rough Trade Records, która stała się wytwórnią zespołów The Smiths do The Libertines.
W 1982 obie firmy rozdzieliły się, a sklep pozostaje niezależnym podmiotem od wytwórni, chociaż powiązania między nimi są silne. W tym samym czasie sklep przeniósł się z pierwotnej lokalizacji na Kensington Park Road za rogiem na Talbot Road. W 1988 otwarto sklep w Neal's Yard, Covent Garden. W różnych okresach były też sklepy w San Francisco, Tokio i Paryżu. Ostatecznie zostały zamknięte po wzroście sprzedaży muzyki w internecie. Rough Trade zastąpił te sklepy internetowym sklepem muzycznym. W 2007 roku został również otwarty sklep w Dray Walk, Brick Lane we wschodnim Londynie.